# Livingston (Alabama)
Livingston é uma cidade localizada no estado americano do Alabama, no Condado de Sumter.

## Demografia
Segundo o censo americano de 2000, a sua população era de 3297 habitantes.
Em 2006, foi estimada uma população de 2999, um decréscimo de 298 (-9.0%).

## Geografia
De acordo com o United States Census Bureau, a localidade tem uma área de 18,6 km², dos quais 18,4 km² cobertos por terra e 0,2 km² cobertos por água. Livingston localiza-se a aproximadamente 47 m acima do nível do mar.

## Localidades na vizinhança
O diagrama seguinte representa as localidades num raio de 32 km ao redor de Livingston.